# Zarquagonomegops wunderlichi
Genre
Espèce
Zarquagonomegops wunderlichi, unique représentant du genre Zarquagonomegops, est une espèce éteinte d'araignées aranéomorphes de la famille des Lagonomegopidae.

## Distribution
Cette espèce a été découverte dans de l'ambre de Jordanie. Elle date du Crétacé.

## Étymologie
Cette espèce est nommée en l'honneur de Jörg Wunderlich.

## Publication originale
- (en) Kaddumi, 2007 : Amber of Jordan: the oldest prehistoric insects in fossilized resin. Second edition. Eternal River Museum of Natural History, Amman, Jordan, p. 1–224.